# Parandra puncticeps
Parandra puncticeps är en skalbaggsart som beskrevs av Sharp 1878. Parandra puncticeps ingår i släktet Parandra och familjen långhorningar. Inga underarter finns listade i Catalogue of Life.